# Tempe Mensa
La Tempe Mensa è una struttura geologica della superficie di Marte.